# Шмидль, Карло
Карло Шмидль (нем. Carlo Schmidl; 7 октября 1859, Триест — 7 октября 1943, Триест) — австро-венгерский и итальянский музыкальный деятель.
Сын венгерского военного дирижёра Антона Шмидля (1814—1880). Учился музыке у своего отца, в 1872 г. поступил на работу в музыкальное издательство и магазин Vicentini, был переписчиком, секретарём, продавцом, с 1889 г. занимался собственно издательским делом. В 1892 г. основал собственное издательство и руководил им до 1914 г. Одновременно в 1901—1906 гг. возглавлял отделение итальянского музыкального издательства Ricordi в Лейпциге. Наряду с авторами старого времени печатал композиторов-современников (Ферруччо Бузони, Отторино Респиги).
Составил «Универсальный справочник музыкантов» (итал. Dizionario Universale dei musicisti; 1887—1890, второе издание 1927—1929, дополнительный том 1937) — основной музыкальный биографический справочник на итальянском языке. Написал также биографии Симона Майра и Роберта Шумана.
Был заметной фигурой в организации музыкальной жизни Триеста. С 1884 г. проводил в городе серию концертов камерной музыки, участниками которых были такие заметные исполнители, как Бузони, Альфред Грюнфельд, Пабло Сарасате, Давид Поппер, Чешский квартет и Квартет Хельмесбергера. В 1889—1914 гг. проводил конкурс триестской народной песни.
Свою богатую коллекцию нот, редких музыкальных изданий, портретов, автографов и т. д. в 1922 г. передал в дар городу. Эта коллекция легла в основу Триестского театрального музея, а Шмидль в 1924 г. занял должность его хранителя. После смерти Шмидля музей носит его имя.